# Cantó de Limours
El cantó de Limours és un antic cantó francès del departament d'Essonne, que estava situat al districte de Palaiseau. Comptava amb 12 municipis i el cap era Limours.
Va desaparèixer al 2015 i el seu territori es va dividir entre el cantó de Dourdan, el cantó de Gif-sur-Yvette i el cantó de Les Ulis.

## Municipis
- Boullay-les-Troux
- Briis-sous-Forges
- Courson-Monteloup
- Fontenay-lès-Briis
- Forges-les-Bains
- Gometz-la-Ville
- Gometz-le-Châtel
- Janvry
- Limours
- Les Molières
- Pecqueuse
- Vaugrigneuse

## Història
| Data d'elecció                           | Identitat          | Partit                     | Qualitat |
| ---------------------------------------- | ------------------ | -------------------------- | -------- |
| 1945-1951                                | Maurice Bène       | radical                    |          |
| 1951-1967                                | M. Duboscq         | Divers droite              |          |
| 1967-1982                                | Robert Beauparrain | Divers droite, després UDF |          |
| 1982-1994                                | Raymond Hugonet    | RPR                        |          |
| 1994-2009                                | Christian Schoettl | Divers droite              |          |
| 2009-                                    | Nicolas Schoettl   | Divers droite, després NC  |          |
| les dades anteriors no són pas conegudes |                    |                            |          |
|                                          |                    |                            |          |

## Demografia
| A partir de 1990: Població sense dobles comptes |